# 캔들스틱 차트

캔들스틱 차트의 캔들스틱 모습. 캔들스틱 차트는 한국에서 일반적으로 "봉차트"라고도 하며, 캔들스틱은 위부터 '고가', '시가', '종가', '저가'를 나타내는 '머리', '몸통', '꼬리'로 구성되어 있다.

캔들스틱 차트(영어: Candlestick chart) 또는 봉차트, 일본식 캔들스틱 차트는 주식을 비롯한 유가증권과 파생상품, 환율의 가격 움직임을 보여주는 금융 차트이다. 각각의 "캔들스틱" 또는 "봉"은 일반적으로 "하루"의 가격 움직임을 나타내며, 따라서 20일간의 거래를 보여주는 차트에는 20개의 캔들스틱이 있다.
캔들스틱 차트는 기술 통계학에서 사용되는 상자 수염 그림과 외적으로 유사하지만, 상자 수염 그림은 캔들스틱과 달리 금융이 아닌 다른 정보들을 표시한다.

## 역사
캔들스틱 차트는 일반적으로 18세기 일본의 쌀 거래상이었던 혼마 무네히사에 의해 최초로 고안된 것으로 알려져 있다. 일본에서 처음 만들어진 캔들스틱 차트는 스티브 니슨(Steve Nison)의 저서 《일본식 캔들스틱 차트 기술》(Japanese Candlestick Charting Techniques)을 통해 서방 세계로 도입되었다. 오늘날 캔들스틱은 피보나치 되돌림과 같은 기술적 도구들과 함께 금융분석에 자주 사용된다.
스티븐 니슨은 그의 저서 《캔들스틱을 넘어서》(Beyond Candlesticks)에서는 캔들스틱 차트의 기원에 대해 다음과 같이 말했다.
하지만 나의 연구에 기초하면 혼마 무네히사가 캔들차트를 사용했던 것 같지는 않다. 조금 뒤 내가 캔들차트의 진화에 대해 다룰 때에 보여질 것처럼, 캔들차트는 일본의 메이지 시대 초기(1800년대 후반)에 발전된 것으로 보인다.